# 土陂乡
土陂乡，是中华人民共和国安徽省阜阳市临泉县下辖的一个乡镇级行政单位。

## 行政区划
土陂乡下辖以下地区：
土陂村、杨方村、东周村、西周村、李集村、陈家庙村、大陈村、胡老村、李楼村、坡李村、彭店村、张庙村和土北村。